# دوغلاو
دوغلاس فيريرا (بالبرتغالية: Douglas Ferreira‏) أو ببساطة دوغلاو (بالبرتغالية: Douglão‏) (ولد في 18 مايو 1986) هو لاعب كرة قدم برازيلي يلعب مع أنورثوسيس فاماغوستا.

## المسيرة الرياضية
ولد في دويس فيزينهوس، بارانا. لعب دوغلاو نادرا لنادي كوريتيبا ونادي إنترناسيونال. في صيف 2008 انتقل إلى نادي نانت الفرنسي بعد أن وافق على صفقة لمدة ثلاث سنوات مع فريق دوري الدرجة الأولى الفرنسي.
في 17 أغسطس 2009 تنقل دوغلاو بين عدة فرق ودول مختلفة حيث وقع عقد لمدة ثلاث سنوات مع نادي كافالا في الدوري اليوناني لكرة القدم حيث لعب بشكل منتظم للنادي. في أغسطس 2011 انضم إلى سبورتينغ براغا ولكن ظل احتياطيا خلال فترة عامين له في فريق محافظة مينهو.
في 3 أغسطس 2013 انضم دوغلاو إلى نادي قطر القطري بالإعارة لمدة موسم واحد. فسخ عقده مع سبورتينغ براغا في يوليو من السنة التالية وانتقل إلى نادي بلدية آكهيسار سبور التركي بعد فترة وجيزة.

## الإنجازات
- سبورتينغ براغا
  - كأس الدوري (1): 2012-13

## روابط خارجية
- دوغلاو على موقع الاتحاد الأوربي (الإنجليزية)
- دوغلاو على موقع اتحاد تركيا (لاعب) (الإنجليزية)
- دوغلاو على موقع قاعدة بيانات كرة القدم.إي يو (الإنجليزية)
- دوغلاو على موقع ليكيب (الفرنسية)
- دوغلاو على موقع Soccerway.com (الإنجليزية)
- دوغلاو على موقع عالم كرة القدم.نت (الإنجليزية)
- دوغلاو على موقع AS.com (الإسبانية)